# Strada nazionale 12 (Marocco)
La strada nazionale 12 (N 12) in Marocco è una strada che collega Rissani a Sidi Ifni.